# عقعق لازوردي الجناح
عقعق لازوردي الجناح (الاسم العلمي:  Cyanopica cyanus) هو طائر ينتمي لعائلة الغرابيات. طوله هو ما بين 31 إلى 35 سنتيمترا وشكله الكلي شبيه بالعقعق الأوراسي، ولكنه أكثر نحافة، وساقيه ومنقاره أصغر حجما. ينتمي هذا النوع من الطيور إلى جنس Cyanopica.

## الوصف
أعلى رأس هذه الطيور لونه أسود لامع وحلقها لونه أبيض. المناطق السفلية والظهر لونهما رمادي فاتح يميل إلى ضرب خفيف من اللون البني-الصفراوي الفاهي. ريش الذيل الطويل (طول الذيل هو حوالي ما بين 16-20 سم) والأجنحة، لونهما أزرق سماوي (لازوردي). تسكن هذه الطيور أنواعًا مختلفة من الغابات الصنوبرية (غالبًا الصنوبر) والغابات التي تحوي نبات من نوع كاسيات البذور. الافراد المتواجدة شرقا من مجموعة هذه الطيور؛ قد تسكن في المتنزهات العامة والحدائق.

## مَوئِله وتوزيعه
يعيش هذا الطير في منطقة شاسعة من شرق آسيا، حيث يتواجد في معظم الصين، وكوريا واليابان والشمال إلى منغوليا وجنوب سيبيريا. كان يُعتقد سابقًا أن هذا النوع من العقعق شبيه بيولوجيا مع العقعق الأيبيري، ولكن أظهرت تحاليل وراثية التي تم إجراؤها مؤخرا أن هذه الطيور مختلفة عن بعضها البعض على مستوى الأنواع.

## السلوك والبيئة

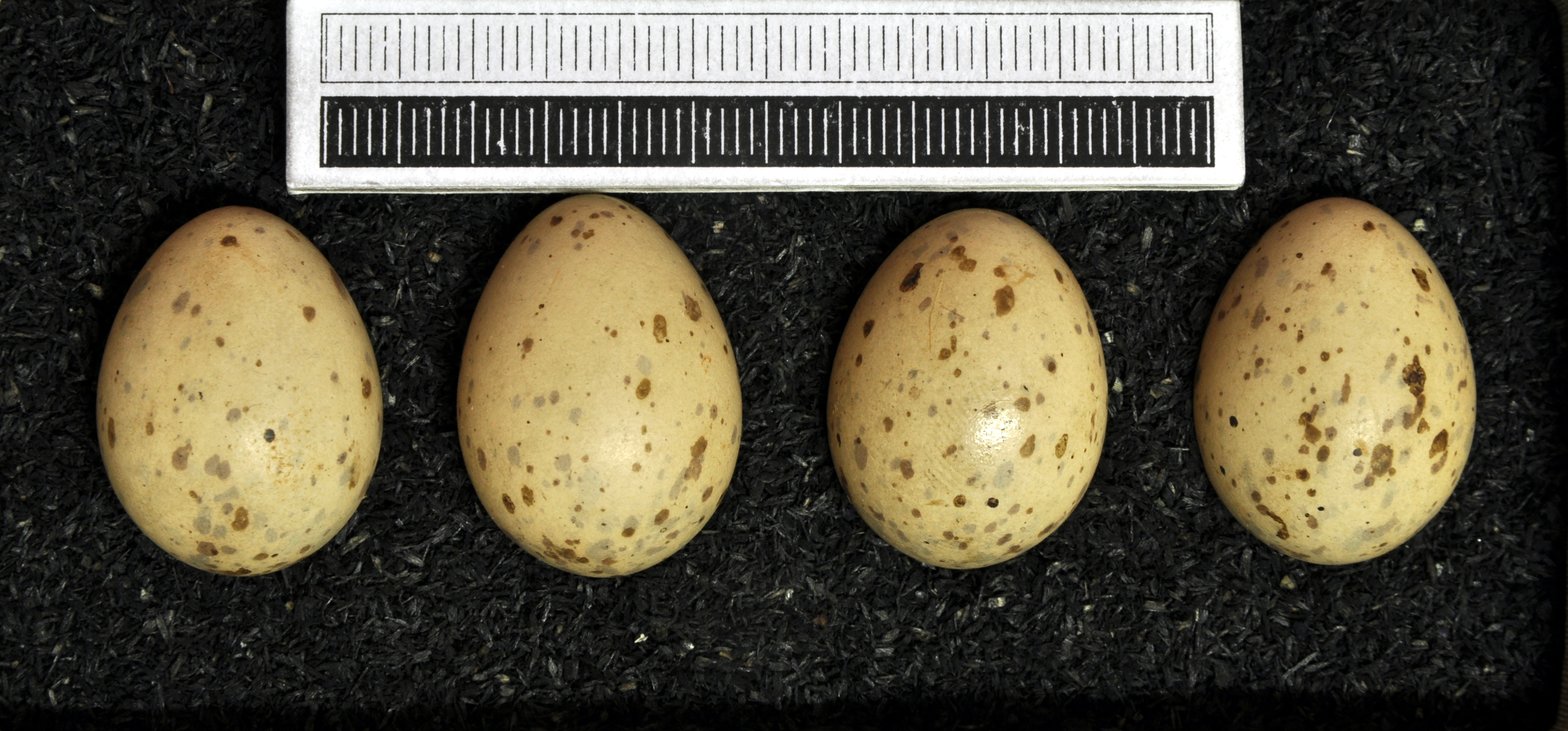
مجموعة من بيض العقعق، متحف فايسبادن

في كثير من الأحيان تبحث طيور العقعق لازوردي الجناح عن الطعام في مجموعة عائلية أو كعدة مجموعات ومن الممكن أن تشكل أسرابًا يصل عدد الأفراد فيها إلى حوالي 70 طائرًا. التجمهر الأكبر وتشكيل المجموعات الأكبر عددا، يحدث بعد موسم التكاثر وطوال أشهر الشتاء. يتكون نظامها الغذائي بشكل أساسي من البلوط (بذور البلوط) وجوز الصنوبر، وتستكمل هذا الغذاء بشكل كثيف من اللافقاريات ويرقاتها، والفواكه الطرية والتوت العليق البري، وكذلك بقايا ومخلفات الطعام التي يقدمها أو يتركها الإنسان لها في الحدائق والمناطق المدنية.
عادة، تبني هذه الطيور أعشاشها في مستعمرات مفتوحة وغير محدودة ويتواجد عش واحد على كل شجرة. بشكل عام يكون هناك ما بين 6 – 8 بيضات في العش، ويتم حضنها لمدة تصل لحوالي 15 يومًا. مجموعة طيور العقعق لازوردي الجناح التي تضع بيوضها بتفاوت الأزمان (أي تضع بيوضها بشكل متفرق ولا تضعها مرة واحدة بنفس الوقت)؛ ينتج في أعشاش هذه الطيور ترتيب هرمي بين الافراخ، كما أنها تنتج عددا أكبر من البيض ويصل عدد أكبر من فراخها لمرحلة النضوج بدل من الموت؛ المبكر، كل هذا على عكس الحال في اعشاش مجموعة طيور عقعق لازوردي الجناح التي تضع جميع بيضها مرة واحدة بنفس الوقت.